# Flaga Hondurasu
Flaga Hondurasu – jeden z symboli państwowych Republiki Hondurasu. Została przyjęta 16 lutego 1866.

## Opis
Flaga wzorowana jest na fladze Zjednoczonych Prowincji Ameryki Środkowej, która używana była przez Honduras przez pewien czas po wystąpieniu z unii. Pięć gwiazd upamiętnia państwa członkowskie federacji – Gwatemalę, Honduras, Kostarykę, Nikaraguę i Salwador, i symbolizuje nadzieję na ich ponowne zjednoczenie. Kolory symbolizują niebo i braterstwo (cyjanowy) oraz dążenie do pokoju i czystość myśli (biały).

## Historyczne warianty flagi

Flaga z lat 1839–1866
Flaga używana od 9 stycznia do 16 lutego 1866
Flaga używana od 1 do 30 listopada 1898
Flaga z lat 1898–1899
Flaga z lat 1949–2022